# Acme Filmworks
Acme Filmworks ist ein 1990 von Ron Diamond gegründetes Zeichentrick- und Animationsstudio in Hollywood, das hauptsächlich Werbefilme und Vorspanne für Fernsehsendungen produziert. Zu den Kunden zählen Microsoft, Nike und NBC. Bill Plympton und Kōji Yamamura haben neben anderen als Regisseure für das Unternehmen gearbeitet. Seit 2003 produziert Acme auch Autorenfilme wie Nibbles von Chris Hinton, der 2004 für einen Oscar nominiert wurde.